# Jens Kunath (Fußballspieler)
Jens Kunath (* 15. Februar 1967 in Lauchhammer) ist ein ehemaliger deutscher Fußballtorhüter und heutiger Fußballtrainer.

## Karriere als Spieler
Der gelernte Elektromechaniker Jens Kunath rückte zur DDR-Oberligasaison 1985/86 noch als 18-Jähriger in den Kader des F.C. Hansa Rostock auf und debütierte am 2. November 1985 in der Oberliga. Nach dem Abstieg Rostocks in dieser Saison in die DDR-Liga blieb Kunath beim Hansa Rostock und hatte mit sieben Einsätzen Anteil am Wiederaufstieg. Er wurde in der Folgesaison 1987/88 zum Stammtorhüter in der Oberliga. In der Saison 1988/89 belegte Kunath mit Rostock Rang vier der Oberliga und qualifizierte sich somit für den UEFA-Pokal 1989/90, in dem Kunath zwei Spiele gegen Baník Ostrava absolvierte. Der F.C. Hansa schied jedoch aus dem Wettbewerb aus.
In der letzten Saison der DDR-Oberliga 1990/91, in der Rostock erstmals in der Vereinsgeschichte die Meisterschaft und zusätzlich den FDGB-Pokal gewinnen konnte, bekam Kunath Konkurrenz im Hansa-Tor durch den Nachwuchsspieler Daniel Hoffmann, so dass beide je 13 Spiele in der Meisterschaft und drei Spiele im Pokal absolvierten – das Pokalfinale bestritt jedoch Hoffmann. Im Folgenden verlor Kunath seinen Stammplatz bei Hansa endgültig, absolvierte in der ersten gesamtdeutschen Bundesligasaison zwar noch die einzige DFB-Supercup-Partie Rostocks, in der Liga aber lediglich neun Spiele. Nach dem Abstieg Rostocks in die 2. Bundesliga lief Kunath in noch 20 weiteren Spielen binnen drei Spielzeiten in der zweithöchsten deutschen Spielklasse auf.
Nach dem Aufstieg Rostocks in die Bundesliga in der Saison 1994/95 kam er in der Saison 1995/96 als Ersatztorwart hinter Perry Bräutigam zu keinem weiteren Einsatz für Hansa, woraufhin er den Verein verließ und als erster deutscher Profifußballer zu einem chinesischen Verein, Vanguard Huandao, wechselte. Dort spielte Kunath bis 1998 und kehrte anschließend zurück nach Deutschland zum Regionalligisten Eisenhüttenstädter FC Stahl, mit dem er in die Oberliga abstieg. Nach zwei weiteren einjährigen Stationen beim FC Mallorca Topline und FC Anker Wismar beendete Kunath 2001 seine aktive Karriere.

## Karriere als Trainer
Nach Beendigung seiner Spielerlaufbahn übernahm Kunath 2001 das Traineramt des in der Bezirksklasse spielenden LSG Elmenhorst und erreichte mit dem Verein den Aufstieg in die Bezirksliga. 2003 bis 2006 war er beim Landesligisten SV Warnemünde Fußball tätig.

## Weiterer beruflicher Werdegang
Ab 1997 wirkte Kunath zunächst als selbständiger Einzelhandelskaufmann. Nach einer zweijährigen Ausbildung und erfolgreich bestandener amtsärztlichen Prüfung, begann er 2010 als Heilpraktiker tätig zu werden. Kunath besitzt in Rostock eine eigene Gesundheitspraxis.